# Швет (Одра)
Швет (њем. Schwedt/Oder) град је у њемачкој савезној држави Бранденбург. Једно је од 34 општинска средишта округа Укермарк. Према процјени из 2010. у граду је живјело 35.162 становника. Посједује регионалну шифру (AGS) 12073532.

## Географски и демографски подаци
Швет се налази у савезној држави Бранденбург у округу Укермарк. Град се налази на надморској висини од 6 метара. Површина општине износи 203,7 km². У самом граду је, према процјени из 2010. године, живјело 35.162 становника. Просјечна густина становништва износи 173 становника/km².

## Међународна сарадња
| Мјесто       | Држава   | Врста сарадње | Од    |
| ------------ | -------- | ------------- | ----- |
| Новополоцк   | Русија   | партнерство   | 1967. |
| Плоцк        | Пољска   | партнерство   | 1964. |
| Сасхаломбата | Мађарска | контакт       | 1977. |
| Извор        |          |               |       |